# Parafia Przemienienia Pańskiego w Dąbrówkach Breńskich
Parafia Przemienienia Pańskiego w Dąbrówkach Breńskich – parafia rzymskokatolicka, znajdująca się w diecezji tarnowskiej, w dekanacie Dąbrowa Tarnowska.
Od 2013 proboszczem jest ks. mgr Wojciech Prus.

## Historia
23 kwietnia 1997 powstał rektorat w Dąbrówkach Breńskich. Rektorem zamianowano ks. Władysława Janusia – dotychczasowego proboszcza w Oleśnie. 5 listopada 2001 biskup tarnowski Wiktor Skworc erygował nową parafię pw. Przemienienia Pańskiego w Dąbrówkach Breńskich, mianując pierwszego proboszcza w osobie ks. Władysława Janusia (organizator i budowniczy kościoła i parafii). 
Plac pod budowę świątyni, poświęcił ks. Władysław Januś, proboszcz parafii Olesno w dniu 30 kwietnia 1994 r. Po wykonaniu fundamentów, kamień węgielny wmurował bp Jan Styrna w dniu 31 lipca 1994 r. Nowy kościół, konsekrował 3 lipca 1997 r. bp Jan Styrna z udziałem m.in. ks. prałata Zygmunta Zimowskiego (późniejszego biskupa).
Na terenie parafii znajduje się cmentarz, który jest cmentarzem parafialnym.

## Proboszczowie (rektorzy)
| Kapłan               | Lata posługi | Funkcja   |
| -------------------- | ------------ | --------- |
| ks. Władysław Januś  | 1997–2001    | rektor    |
| ks. Władysław Januś  | 2001–2010    | proboszcz |
| ks. Wiesław Dzięgiel | 2010–2013    | proboszcz |
| ks. Wojciech Prus    | 2013 – nadal | proboszcz |